# Július Korostelev
Július Korostelev (né le 19 juin 1923 à Turčiansky Svätý Martin (à l'époque en Tchécoslovaquie, aujourd'hui en Slovaquie) et mort le 18 octobre 2006 à Turin en Italie) est un joueur professionnel et entraîneur de football slovaque.

## Biographie

### Joueur
Bien que Korostelev ait commencé sa carrière en Tchécoslovaquie, il effectua la majorité de sa carrière en Italie (Juve, Atalanta, Parme, Reggina, Mantoue), et entraînera même la Vieille Dame pendant une année en intérim avec le suédois Gunnar Gren en 1961, pour pallier le départ de Carlo Parola.
Il commence par faire parler de lui lorsqu'il débarque dans le Piémont en 1946 à la Juventus (il devient alors le deuxième joueur tchécoslovaque de l'histoire du club après Čestmír Vycpálek, mais Korostelev en est le premier slovaque, Vycpálek lui, étant tchèque) et y joue son premier match le 6 octobre 1946 lors d'un score de parité 3-3 contre le Milan AC. Il inscrit au total 15 buts en 30 pour la Vieille Dame.
Il n'aura joué qu'une seule fois avec l'équipe de Tchécoslovaquie, le 14 septembre 1946 contre la Suisse (victoire 3-2).

### Entraîneur
Dès la fin de sa carrière de footballeur, Korostelev entame dès lors une nouvelle carrière d'entraîneur avec des clubs italiens tels que Perugia, Salsomaggiore ou encore Piacenza entre 1957 et 1961, année lors de laquelle il prend en intérim les rênes d'un club qu'il avait déjà connu en tant que joueur, la Juventus. Il y dirige son premier match sur le banc de la Juve le 27 août 1961 lors d'un nul 1-1 contre Mantoue en championnat. Il ne reste au club qu'au final pour seulement deux rencontres (et aucune victoire).

## Palmarès
Juventus
- Championnat d'Italie :
  - Vice-champion : 1946-47.

### Carrière
| Saison  | Équipe                  | Division    | Matchs | Buts |
| ------- | ----------------------- | ----------- | ------ | ---- |
| 1941-42 | Turčiansky Svätý Martin | D1 Slovaque | - -    | - -  |
| 1942-43 | Turčiansky Svätý Martin | D1 Slovaque | 14     | 21   |
| 1943-44 | Turčiansky Svätý Martin | D1 Slovaque | - -    | - -  |
| 1945-46 | ŠK Bratislava           | D1 Slovaque | - -    | 23   |
| 1946-47 | Juventus FC             | Serie A     | 30     | 15   |
| 1947-48 | Atalanta Bergame        | Serie A     | 18     | 5    |
| 1948-49 | Atalanta Bergame        | Serie A     | 18     | 4    |
| 1949-50 | AS Reggina              | Serie C     | 34     | 17   |
| 1950-51 | AS Reggina              | Serie C     | 18     | 5    |
| 1951-52 | Parme FC                | Serie C     | 24     | 11   |
| 1952-53 | Parme FC                | Serie C     | 29     | 15   |
| 1953-54 | Parme AS                | Serie C     | 32     | 15   |
| 1954-55 | Parme AS                | Serie B     | 22     | 7    |
| 1955-56 | Parme AS                | Serie B     | 7      | 1    |
| 1956-57 | Parme AS                | Serie C     | 1      | -    |